# P-18 Terek
P-18 Terek (mã định danh GRAU: 1RL131, mã định danh NATO: Spoon Rest D) là một loại radar bắt mục tiêu và cảnh báo VHF 2D, được sản xuất và phát triển bởi Liên Xô. Đây là loại ra đa làm việc trên dải sóng mét, có tầm hoạt động tối đa 170 km, có thể theo dõi cùng lúc 120 mục tiêu.

## Các quốc gia sử dụng
- Liên Xô – Đã chuyển cho các quốc gia thành viên.
- Bulgaria
- Gruzia
- Latvia
- Hungary – Displayed during Kecskemét 2007 Air and Military Show,[1] upgraded by HM Arzenal from 2000.[2]
- Kazakhstan – Được nâng cấp bởi Aerotechnica MLT.[3]
- CHDCND Triều Tiên
- Cộng hòa Séc – sử dụng trong "Flying Rhino" NATO Exercise 1999
- Ba Lan – được gọi tên là "Laura".[4]
- România[5]
- Serbia – Upgraded to track stealth planes and responsible for tracking and downing F-117 in Kosovo War in 1999
- Phần Lan – Known as "Maalinosoitustutka 2", used for anti-aircraft artillery as well as now-obsolete S-125 Neva/Pechora batteries.[6]
- Cuba
- Ai Cập[7]
- Việt Nam[8]